# آنتانیماساکا (مارووآی)
آنتانیماساکا (به لاتین: Antanimasaka) یک منطقهٔ مسکونی در ماداگاسکار است که در مارو-ووآی واقع شده‌است. آنتانیماساکا ۸٬۰۰۰ نفر جمعیت دارد و ۱۳ متر بالاتر از سطح دریا واقع شده‌است.